# فرودگاه تیمیکا
فرودگاه تیمیکا (به انگلیسی: Timika Airport) یک فرودگاه با کد یاتا TIM است که یک باند فرود آسفالت دارد و طول باند آن ۲۳۴۰ متر است. این فرودگاه در کشور اندونزی قرار دارد .